# Turok: Evolution
Turok: Evolution es un videojuego de disparos en primera persona lanzado para PlayStation 2, Xbox y GameCube en 2002. Un puerto para Microsoft Windows fue lanzado en 2003 para el mercado europeo. Es una precuela de Turok: Dinosaur Hunter y fue la última en seguir en la serie antes de que fuera reiniciada por una entrega de 2008 en la serie, llamada Turok.

## Trama
El juego comienza con el vidente, Tarkeen, que explica la historia de las Tierras Perdidas que, durante años, habían sido disputadas por señores de la guerra tiránicos.
En la Tierra durante el viejo oeste, Tal'Set se enfrenta a su enemigo, el Capitán Bruckner, y logra cortarle el brazo, pero ambos son succionados repentina e inexplicablemente por un agujero de gusano. El agujero de gusano se abre en el dosel de la jungla de la Tierra Perdida, y Tal'Set casi muere por la caída. La gente de River Village lo encuentra inconsciente y pide a Tarkeen que lo cure. Una vez curado, Tal'Set entra en la jungla para luchar contra los reptiles humanoides conocidos como Sleg, con el objetivo de mantenerlos alejados de la Aldea. El piloto de Tal'Set y River Village, Genn, vuelan sobre pterosaur - de regreso para desalojar al Sleg de la jungla y destruir su aeronave.
Tal'Set llega al santuario de Tarkeen y se le dice que debe aceptar el manto de Turok y liberar a Tarkeen de una maldición. Cuando Tal'Set se niega, Tarkeen le dice que el Sleg había logrado llegar a Village. Esto enfurece a Tal'Set, lo que lo impulsa a atravesar las montañas para llegar a la base de Sleg y liberar a los aldeanos y al Padre Sabio del cautiverio.
Tal'Set procede a liberar a los prisioneros y destruir la base. Aquí, se entera de la existencia de un general humano, nada menos que el propio Bruckner, que había ordenado el ataque a la aldea. También se sabe que los Sleg están planeando asaltar la capital humana, Galyana, pero para que su ejército lo alcance, deben cruzar un abismo gigante con solo dos cruces conocidos. Tal'Set es enviado a través de las Tierras Sombrías densamente boscosas para destruir uno de estos cruces, un antiguo puente. El puente es destruido con Tal'Set sobre él, pero su pterosaurio lo salva de caer.
Tal'Set vuela al segundo cruce, la Ciudad Suspendida, donde su pterosaurio es derribado. Tal'Set irrumpe en la ciudad y limpia la calle con sus camaradas, sobreviviendo a la primera ola de paracaidistas de Sleg que ingresan a la ciudad. Viola el Senado y salva a los senadores, quienes le dicen que la única forma de evitar que los Slegs atraviesen la ciudad es destruirla. Posteriormente, Tal'Set libera las ataduras que conectan la ciudad con las paredes del Abismo. Tal'Set recibe otro corcel de pterosaurio de los senadores y escapa de la ciudad que cae en vuelo.
La ciudad es destruida con éxito, pero el líder de Sleg, Lord Tyrannus, tiene una táctica más que probar. Desata el Juggernaut, un inmenso par de cañones montados sobre un enorme saurópodo, con el objetivo de nivelar a Galyana. Tal'Set se infiltra y destruye el Juggernaut, pero antes de escapar se enfrenta a Tyrannus. El líder de Sleg amenaza con matar a Tal'Set, pero Tarkeen lo detiene. Tal'Set escapa de nuevo en su pterosaurio y destruye una última oleada de tropas Sleg.
Con el Sleg derrotado, Tal'Set continúa su búsqueda de Bruckner, encontrándolo rápidamente a bordo de un Tyrannosaurus rex equipado con varias armas. Tal'Set mata al animal, que atrapa a Bruckner debajo mientras cae. Tal'Set deja vivo al villano, diciendo que "no se merece la muerte de un guerrero". Cuando Tal'Set se va, Bruckner es devorado vivo por una manada de Compsognathus. Como consecuencia, Lord Tyrannus grita furiosamente por su derrota y no fue mencionado ni visto de nuevo. Tal'Set le dice a Tarkeen que acepta el manto de Turok.

## Multijugador
Turok: Evolution cuenta con un modo multijugador de pantalla dividida para cuatro jugadores para Gamecube y Xbox y dos jugadores para PS2. El juego presenta al menos 13 mapas multijugador, varios de los cuales contienen robots de IA de dinosaurios.

## Versión para Game Boy Advance
La versión para Game Boy Advance del juego toma el mismo concepto de las versiones anteriores de Game Boy. Es de desplazamiento lateral y tiene gráficos 2D.

## Recepción
Turok: Evolution recibió reseñas "mixtas o promedio", según agregador de reseñas Metacritic.
El villano del juego, Tobias Bruckner, sobrevivió a los premios anuales Tobias Bruckner Memorial Awards de Electronic Gaming Monthly, que "honraron" lo que ellos percibieron como lo peor en videojuegos, con categorías específicas para los juegos lanzado en ese año.

## Secuela cancelada
Después del lanzamiento de Turok: Evolution, Acclaim Studios Austin colocó un pequeño equipo a cargo de crear una secuela. El proyecto no se retomó y el equipo pasó a otros proyectos.